# Оскар Меллер
Стен Оскар Ганс Меллер (швед. Sten Oscar Hans Möller; 22 січня 1989, м. Стокгольм, Швеція) — шведський хокеїст, лівий/правий нападник. Виступає за «Ак Барс» (Казань) у Континентальній хокейній лізі.
Вихованець хокейної школи ХК «Єрфелла». Виступав за «Чіллвек Брюїнс» (ЗХЛ), «Манчестер Монаркс» (АХЛ), «Лос-Анджелес Кінгс», ХК «Шеллефтео».
В чемпіонатах НХЛ — 87 матчів (12+14), у турнірах Кубка Стенлі — 1 матч (0+0). В чемпіонатах Швеції — 130 матчів (59+43), у плей-оф — 46 матчів (17+26).
У складі національної збірної Швеції учасник чемпіонатів світу 2014 і 2015 (18 матчів, 7+9); учасник EHT 2014 і 2015 (9 матчів, 4+5). У складі молодіжної збірної Швеції учасник чемпіонатів світу 2008 і 2009. У складі юніорської збірної Швеції учасник чемпіонату світу 2007.
Досягнення
- Бронзовий призер чемпіонату світу (2014)
- Чемпіон Швеції (2013, 2014)
- Срібний призер молодіжного чемпіонату світу (2008, 2009)
- Бронзовий призер юніорського чемпіонату світу (2007).